# مايكل فراتر
مايكل فراتر (بالإنجليزية: Michael Frater) مواليد 6 أكتوبر 1982 في مانشستر، جامايكا، هو عداء جامايكي متخصص في سباق 100 متر. شارك في دورة الألعاب الأولمبية وحصل على الميدالية الذهبية. فاز بالميدالية الذهبية في بطولة العالم لألعاب القوى.

## الميداليات
| الميدالية | المسابقة                       |
| --------- | ------------------------------ |
| ذهبية     | الألعاب الأولمبية الصيفية 2008 |
| ذهبية     | الألعاب الأولمبية الصيفية 2012 |
| ذهبية     | بطولة العالم لألعاب القوى 2009 |
| ذهبية     | بطولة العالم لألعاب القوى 2011 |
| فضية      | بطولة العالم لألعاب القوى 2005 |
| ذهبية     | دورة ألعاب الكومنولث 2006      |
| فضية      | دورة ألعاب الكومنولث 2002      |

## روابط خارجية
- مايكل فراتر على موقع الاتحاد الدولي لألعاب القوى (الإنجليزية)
- مايكل فراتر على موقع الدوري الماسي (الإنجليزية)
- مايكل فراتر على موقع اللجنة الأولمبية الدولية (الإنجليزية)
- مايكل فراتر على موقع أوليمبيديا (الإنجليزية)
- مايكل فراتر على موقع اتحاد ألعاب الكومنولث (مؤرشف) (الإنجليزية)